# Tullio Levi-Civita
Pour les articles homonymes, voir Levi et Civita (homonymie).
Tullio Levi-Civita (29 mars 1873 à Padoue, Italie – 29 décembre 1941 à Rome) est un mathématicien italien. Il est connu principalement pour son travail sur le calcul tensoriel et ses applications en théorie de la relativité. Il fut l'assistant de Gregorio Ricci-Curbastro, avec qui il inventa le calcul tensoriel. Ses travaux incluent aussi des articles fondamentaux en mécanique céleste (notamment sur le problème des trois corps) et l'hydrodynamique, où il donna plusieurs solutions sur les écoulements de type jet.

## Biographie
Né à Padoue, Levi-Civita était le fils de Giacomo Levi-Civita, un avocat qui fut sénateur. Il fut diplômé en 1892 de la faculté de mathématiques de l'université de Padoue. En 1894, il obtint un diplôme d'enseignement au Collège d'enseignement de la faculté des sciences de Pavie. En 1898, il fut nommé à la tête de la chaire de mécanique rationnelle de Padoue et il y rencontra Libera Trevisani (it), une de ses élèves, avec qui il se maria en 1914. Il resta à Padoue jusqu'en 1918, puis fut nommé à la chaire d'analyse supérieure à l'université de Rome, où il prit deux ans plus tard la chaire de mécanique.
En 1900, Ricci-Curbastro et lui publièrent en français La Théorie des tenseurs dans les méthodes de calcul différentiel et leurs applications, qu'Einstein utilisa afin de mieux maîtriser le calcul tensoriel, un outil-clef dans le développement de la théorie de la relativité générale.
Levi-Civita discuta aussi d'une série de problèmes à propos du champ gravitationnel statique dans sa correspondance avec Einstein entre les années 1915–1917. Leur correspondance tournait autour de « la formulation variationnelle des équations de champs gravitationnelles et leurs propriétés covariantes », et la définition de l'énergie gravitationnelle et de l'existence d'ondes gravitationnelles,. En 1933 Levi-Civita contribua aussi aux équations de la mécanique quantique de Dirac.
Son manuel sur le calcul tensoriel Le Calcul différentiel absolu (initialement un ensemble de notes de cours réalisées avec Ricci-Curbastro) reste un texte classique plus d'un siècle après sa première publication et a été traduit dans plusieurs langues.
Tullio Levi-Civita est devenu membre étranger de la Royal Society le 26 juin 1930. Il était juif, et les lois raciales de 1938 le privèrent de tous ses postes à l'université et dans les sociétés savantes d'Italie.
Il est mort à Rome en 1941.

## Personnalité: Einstein et Levi-Civita
On demande un jour à Einstein : « Qu'aimez-vous de l'Italie ? » Einstein répond : « Le spaghetti et Levi-Civita ».
Les relations entre les deux hommes allaient au-delà des relations entre collègues. Au printemps 1915, Levi-Civita partage avec Einstein le « calcul différentiel absolu » qu'il a créé au début du siècle avec son maître Ricci-Curbastro ; c'est Einstein l'élève, et il écrit à Levi-Civita : « Qu'il doit être beau de chevaucher […] dans ces domaines alors qu'un homme comme moi doit se contenter d'y aller à pied ».
Levi-Civita contribue beaucoup à faire connaître les théories d'Einstein en Italie et il écrit une préface pour Sulla teoria speciale e generale della relatività d'Einstein (1921) ; il y reconnaît « une ère nouvelle de la science ».

## Distinctions
- Prix mathématique de l'Académie italienne des sciences (1903)
- Médaille Sylvester (1922)
- Membre de l'Académie des Lyncéens
- Membre de l'Académie pontificale des sciences
- Membre étranger de la Royal Society (1930)

## Publications
- G. Ricci-Curbastro et T. Levi-Civita, « Méthodes de calcul différentiel absolu et leurs applications », Mathematische Annalen, Springer Verlag, vol. 54, nos 1–2,‎ mars 1900, p. 125–201 (DOI 10.1007/BF01454201, lire en ligne)
- (avec Giovanni Lampariello (it)) Caratteristiche dei sistemi differenziali e propagazione ondosa, Bologne, Zanichelli, 1988
  - T. Levi-Civita, Caractéristiques des systèmes différentiels et propagation des ondes [« Caratteristiche e propagazione ondosa »], Bologne, Librairie Félix Alcan, 1931 (réimpr. 1932 pour la trad. en français), 116 p. (lire en ligne)